# Diocesi di Machala
La diocesi di Machala (in latino Dioecesis Machalensis) è una sede della Chiesa cattolica in Ecuador suffraganea dell'arcidiocesi di Cuenca. Nel 2021 contava 587.097 battezzati su 674.825 abitanti. È retta dal vescovo Vicente Horacio Saeteros Sierra.

## Territorio
La diocesi comprende la provincia ecuadoriana di El Oro.
Sede vescovile è la città di Machala, dove si trova la cattedrale della Beata Vergine della Mercede.
Il territorio è suddiviso in 28 parrocchie.

## Storia
La prelatura territoriale di El Oro fu eretta il 26 luglio 1954 con la bolla Nos minime latet di papa Pio XII, ricavandone il territorio dalle diocesi di Guayaquil (oggi arcidiocesi) e di Loja.
Originariamente suffraganea dell'arcidiocesi di Quito, l'11 settembre 1961 con la bolla Venerabilis Fratris di papa Giovanni XXIII è entrata a far parte della provincia ecclesiastica di Cuenca.
Il 31 gennaio 1969 in forza della bolla Quem admodum di papa Paolo VI la prelatura territoriale è stata elevata a diocesi e ha assunto il nome attuale.
Il 10 novembre 1970, in forza della lettera apostolica Adpetens Christi, lo stesso papa Paolo VI ha proclamato la Beata Maria Vergine, nota con il nome di Nuestra Señora de la Natividad de Chilla, patrona principale della diocesi.

## Cronotassi dei vescovi
Si omettono i periodi di sede vacante non superiori ai 2 anni o non storicamente accertati.
- Vicente Felicísimo Maya Guzmán † (29 novembre 1963 - 30 gennaio 1978 dimesso)
- Antonio José González Zumárraga † (30 gennaio 1978 - 28 giugno 1980 nominato arcivescovo coadiutore di Quito)
- Néstor Rafael Herrera Heredia (14 gennaio 1982 - 22 febbraio 2010 ritirato)
- Luis Antonio Sánchez Armijos, S.D.B. (22 febbraio 2010 - 22 ottobre 2012 dimesso)
- Ángel Polivio Sánchez Loaiza (20 luglio 2013 - 27 settembre 2022 ritirato)
- Vicente Horacio Saeteros Sierra, dal 27 settembre 2022

## Statistiche
La diocesi nel 2021 su una popolazione di 674.825 persone contava 587.097 battezzati, corrispondenti all'87,0% del totale.
| anno | popolazione | popolazione | popolazione | presbiteri | presbiteri | presbiteri | presbiteri                | diaconi | religiosi | religiosi | parrocchie |
| anno | battezzati  | totale      | %           | numero     | secolari   | regolari   | battezzati per presbitero | diaconi | uomini    | donne     | parrocchie |
| ---- | ----------- | ----------- | ----------- | ---------- | ---------- | ---------- | ------------------------- | ------- | --------- | --------- | ---------- |
| 1966 | 171.600     | 172.000     | 99,8        | 25         | 21         | 4          | 6.864                     |         | 5         | 81        | 18         |
| 1970 | 218.000     | 220.000     | 99,1        | 54         | 50         | 4          | 4.037                     |         | 7         | 88        | 20         |
| 1976 | 250.000     | 268.027     | 93,3        | 25         | 19         | 6          | 10.000                    |         | 10        | 74        | 21         |
| 1980 | 289.000     | 309.000     | 93,5        | 24         | 17         | 7          | 12.041                    |         | 11        | 69        | 24         |
| 1990 | 420.000     | 430.000     | 97,7        | 27         | 13         | 14         | 15.555                    |         | 17        | 65        | 49         |
| 1999 | 462.000     | 485.000     | 95,3        | 37         | 23         | 14         | 12.486                    |         | 14        | 94        | 50         |
| 2000 | 489.000     | 512.000     | 95,5        | 38         | 23         | 15         | 12.868                    |         | 15        | 104       | 50         |
| 2001 | 486.400     | 512.000     | 95,0        | 38         | 24         | 14         | 12.800                    |         | 14        | 106       | 35         |
| 2002 | 486.000     | 512.000     | 94,9        | 38         | 21         | 17         | 12.789                    |         | 17        | 106       | 31         |
| 2003 | 485.000     | 512.000     | 94,7        | 36         | 22         | 14         | 13.472                    |         | 14        | 118       | 33         |
| 2004 | 485.000     | 512.000     | 94,7        | 33         | 20         | 13         | 14.696                    |         | 26        | 85        | 35         |
| 2013 | 554.000     | 584.000     | 94,9        | 47         | 29         | 18         | 11.787                    |         | 18        | 99        | 32         |
| 2016 | 564.035     | 658.189     | 85,7        | 45         | 30         | 15         | 12.534                    | 1       | 15        | 93        | 32         |
| 2019 | 575.530     | 661.529     | 87,0        | 42         | 27         | 15         | 13.703                    | 1       | 15        | 82        | 28         |
| 2021 | 587.097     | 674.825     | 87,0        | 38         | 23         | 15         | 15.449                    | 1       | 15        | 82        | 28         |